# Tuyên ngôn độc thân
Tuyên ngôn độc thân (tiếng Anh: How to Be Single) là phim hài tình cảm Mỹ 2016 của đạo diễn Christian Ditter và được biên kịch bởi Abby Kohn và Marc Silverstein, dựa trên tiểu thuyết cùng tên của Liz Tuccillo. Với sự tham gia của Dakota Johnson, Rebel Wilson, Alison Brie, và Leslie Mann.

## Phân vai
- Dakota Johnson vai Alice[4]
- Rebel Wilson vai Robin[4]
- Alison Brie vai Lucy[5]
- Leslie Mann vai Meg[4]
- Nicholas Braun vai Josh[6]
- Jason Mantzoukas vai George[6]
- Damon Wayans, Jr. vai David[7]
- Colin Jost vai Paul
- Jake Lacy vai Ken
- Anders Holm vai Tom
- Sarah Ramos vai Michelle